# Gymnonerius apicalis
Gymnonerius apicalis är en tvåvingeart som först beskrevs av Christian Rudolph Wilhelm Wiedemann 1830.  Gymnonerius apicalis ingår i släktet Gymnonerius och familjen Neriidae. Inga underarter finns listade i Catalogue of Life.